# Asbjørn Andersen
Asbjørn Andersen (30 de agosto de 1903 – 10 de diciembre de 1978) fue un actor y director cinematográfico de nacionalidad danesa.

## Biografía
Su nombre completo era Hans Asbjørn Gammelmark Andersen, y nació en Copenhague, Dinamarca. Fue estudiante en el Betty Nansen Teatret en 1926-1928, actuando allí entre 1928 y 1937. Más adelante también fue actor en diferentes teatros privados de Copenhague y, a partir de 1957 fue actor del Teatro Real de Copenhague.
Además de su faceta teatral, actuó en más de 90 producciones cinematográficas entre 1930 y 1976, dirigiendo nueve películas entre 1946 y 1952.
Asbjørn Andersen falleció en Silkeborg, Dinamarca, en el año 1978. Fue enterrado en el Cementerio Bispebjerg Kirkegård. Era padre de la actriz Ulla Asbjørn Andersen.

## Filmografía (selección)
- 1933 : Med fuld musik
- 1933 : Københavnere
- 1934 : Barken Margrethe af Danmark
- 1934 : 7-9-13
- 1935 : De bør forelske Dem
- 1935 : Week-End
- 1936 : Panserbasse
- 1936 : Snushanerne
- 1936 : Giftes-nej tak
- 1937 : Det begyndte ombord
- 1937 : Flådens blå matroser
- 1939 : En lille tilfældighed
- 1940 : Jens Langkniv
- 1942 : Vi kunne ha' det så rart
- 1942 : Natekspressen (P. 903)
- 1942 : Et skud før midnat
- 1942 : Ta' briller på
- 1942 : Regnen holdt op
- 1943 : Det brændende spørgsmål
- 1943 : Når man kun er ung
- 1943 : Mine kære koner
- 1943 : Kriminalassistent Bloch
- 1944 : Otte akkorder
- 1945 : Den usynlige hær
- 1945 : Affæren Birte
- 1945 : I går og i morgen
- 1945 : Man elsker kun een gang
- 1946 : Det gælder din frihed
- 1946 : Oktoberroser
- 1947 : Mani
- 1947 : Sikken en nat
- 1947 : My name is Petersen
- 1947 : Lykke på rejsen
- 1948 : Mens porten var lukket
- 1948 : Tre år efter
- 1949 : For frihed og ret
- 1950 : Historien om Hjortholm
- 1950 : Café Paradis
- 1950 : Mosekongen
- 1951 : Fra den gamle købmandsgård
- 1951 : Alt dette og Island med
- 1951 : Lyntoget
- 1951 : Bag de røde porte
- 1952 : Kærlighedsdoktoren
- 1953 : Adam og Eva
- 1954 : Jan går til filmen
- 1955 : Altid ballade
- 1955 : Blændværk
- 1956 : Den store gavtyv
- 1956 : Hvad vil De ha'?
- 1956 : Ung leg
- 1957 : Ingen tid til kærtegn
- 1957 : Tre piger fra Jylland
- 1957 : Tag til marked i Fjordby
- 1958 : Mariannes bryllup
- 1958 : Verdens rigeste pige
- 1959 : Paw
- 1960 : Eventyrrejsen
- 1960 : Frihedens pris
- 1960 : Gymnasiepigen
- 1961 : Flemming på kostskole
- 1961 : Reptilicus
- 1961 : Gøngehøvdingen
- 1962 : Det stod i avisen
- 1962 : Han, hun, Dirch og Dario
- 1962 : Prinsesse for en dag
- 1962 : Det støver stadig
- 1963 : Støv for alle pengene
- 1963 : Et døgn uden løgn
- 1964 : Kampen om Næsbygaard
- 1965 : Næsbygaards arving
- 1965 : Mor bag rattet
- 1966 : Søskende
- 1966 : Krybskytterne på Næsbygaard
- 1966 : Slap af, Frede
- 1968 : Dage i min fars hus
- 1968 : De røde heste
- 1968 : Stormvarsel
- 1971 : Ballade på Christianshavn
- 1972 : Manden på Svanegården
- 1972 : Olsen Bandens store kup
- 1973 : I din fars lomme
- 1976 : Kassen stemmer
- 1976 : Olsenbanden for full musikk
- 1976 : Olsen-banden ser rødt